# Ando (tengwar)
Ando es la quinta letra del sistema de escritura que inventó J. R. R. Tolkien en sus obras como El Señor de los Anillos conocido como Tengwar. Tiene su tallo(telco) alzado y dos arcos (lúva)(abierto)
En el Alfabeto Fonético Internacional es la Oclusiva alveolar sonora, que en castellano es "D"
En quenya significa "puerta"
| Predecesor: Quesse | Ando | Sucesor: miniatura |
| ------------------ | ---- | ------------------ |

- Datos: Q30919192